# Mauritiuskirche (Mötzingen)

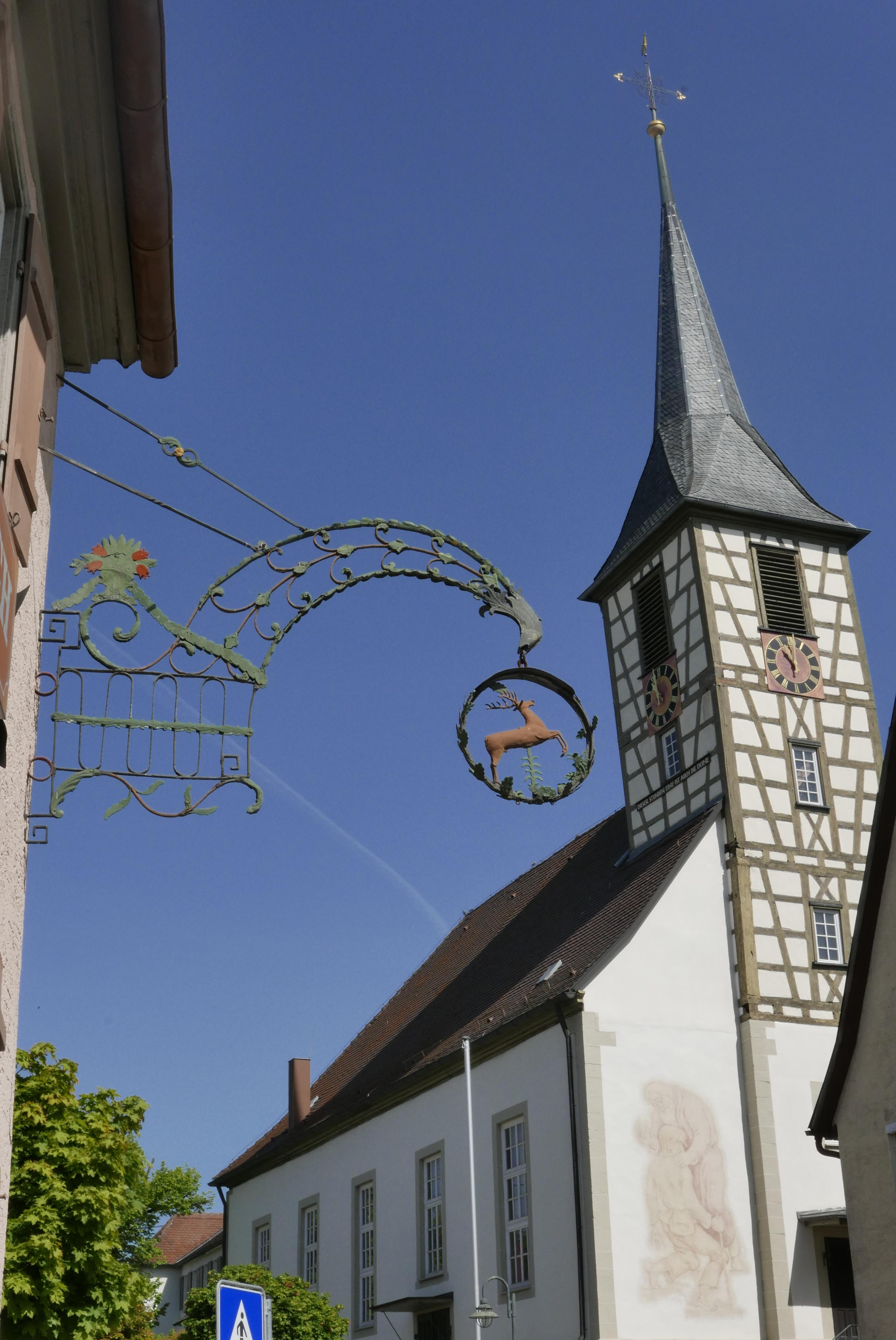
Mauritiuskirche in Mötzingen

Die evangelische Mauritiuskirche steht in Mötzingen, einer Gemeinde im Landkreis Böblingen in Baden-Württemberg. Das Bauwerk ist beim Landesamt für Denkmalpflege Baden-Württemberg als Baudenkmal eingetragen. Die Kirchengemeinde gehört zum Kirchenbezirk Herrenberg der Evangelischen Landeskirche in Württemberg.

## Beschreibung
Die Saalkirche wurde 1793 nach einem Entwurf von Johann Adam Groß dem Jüngeren gebaut. Sie besteht aus einem Langhaus, aus dessen Dach sich im Südosten ein Dachturm (Giebelreiter) aus Holzfachwerk erhebt. Das oberste Geschoss des Turms enthält die Uhr und den Glockenstuhl für drei Kirchenglocken und ist mit einem achtseitigen Knickhelm bedeckt.
Der Innenraum hat aus der Erbauungszeit Emporen an drei Seiten, die Bilder an den Brüstungen sind neu. Der Altar steht an der östlichen Seite des Langhauses, auf der die Kirchenausstattung bezogen ist (Querkirche). Die Orgel wurde 1960 als Opus 1045 von Fritz Weigle gebaut. Die Kanzel und ihr Schalldeckel sowie das Taufbecken stammen aus dem 18. Jahrhundert. Das Altarkreuz ist spätgotisch.